# بارتلومیژ پاولوفسکی
بارتلومیژ پاولوفسکی (انگلیسی: Bartłomiej Pawłowski؛ زادهٔ ۱۳ نوامبر ۱۹۹۲) بازیکن فوتبال اهل لهستان است که در پست مهاجم یا وینگر چپ برای ویدزف ووچ بازی می کند.
وی همچنین در تیم‌های ملی فوتبال زیر ۱۹ سال لهستان و زیر ۲۱ سال لهستان بازی کرده‌است.